# 訃報 2008年5月
訃報 2008年5月（ふほう 2008ねん5がつ）では、2008年5月中に物故した、又は物故が報じられた人物についてまとめる。

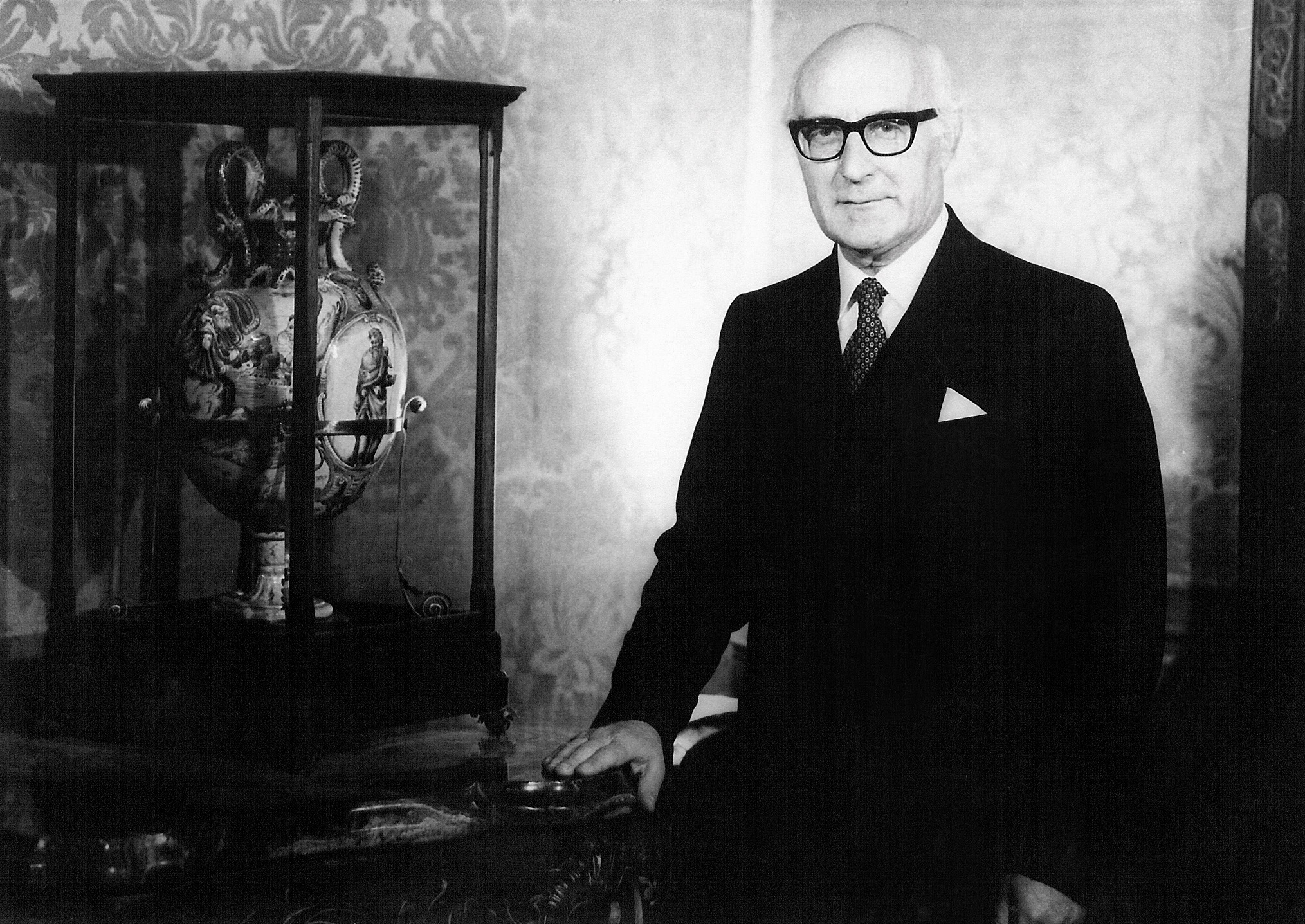
アンソニー・マモ／5月1日没

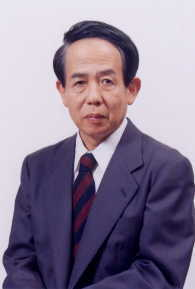
水島裕／5月7日没

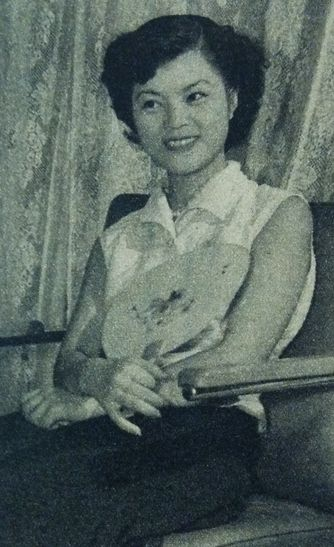
関弘子／5月11日没

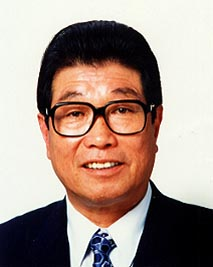
中島真人／5月18日没

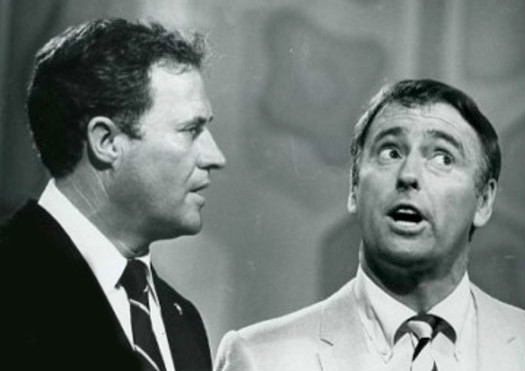
ディック・マーティン（右）／5月24日没

## （1日 - 15日）
- 5月1日 - アンソニー・マモ、マルタ初代大統領（* 1909年）
- 5月1日 - 新井裕、第5代警察庁長官（* 1914年）
- 5月1日 - エミル・ジョセフ・バベシ（Emil Joseph Bavasi）、元メジャーリーグベースボールのゼネラルマネージャー（* 1914年）
- 5月1日 - バーナード・アーチャード（Bernard Archard）、イギリスの俳優（* 1916年）
- 5月1日 - フレデリック・H・ファヤルディー（Frédéric H. Fajardie）、フランスの作家（* 1947年）
- 5月1日 - デボラ・ジーン・パラフライ（Deborah Jeane Palfrey）、アメリカ合衆国の実業家（* 1956年）
- 5月2日 - ナシムディン・アミン（Nasimuddin Amin）、マレーシアの実業家、ナザ会長兼CEO（* 1955年）
- 5月3日 - テッド・キー（Ted Key）、アメリカ合衆国の漫画家（* 1912年）
- 5月3日 - 中山眞、北越銀行元頭取（* 1922年）
- 5月3日 - レオポルド・カルボ＝ソテーロ、スペイン元首相（* 1926年）
- 5月3日 - ビヴァリー・マッキンゼー（Beverlee McKinsey）、アメリカ合衆国の女優（* 1940年）
- 5月4日 - 最所淳二、ダイヤモンドリース元会長（* 1914年）
- 5月4日 - 黒木正憲、東京出版社長（* 1921年）
- 5月4日 - キシャン・マハラジ（Kishan Maharaj）、インドのミュージシャン（* 1923年）
- 5月5日 - アーヴ・ロビンス（Irv Robbins）、アメリカ合衆国の実業家、バスキン・ロビンス創業者（* 1917年）
- 5月5日 - 朴景利、大韓民国の小説家（* 1926年）
- 5月5日 - 相馬哲夫、東京医科大学外科医師（* 1932年）
- 5月5日 - ヴィトルト・ヴォイダ（Witold Woyda）、ポーランドのフェンシング選手（* 1939年）
- 5月5日 - 長江勝也、大阪電気通信大学教授、ゲーム学、実況パワフルプロ野球製作責任者（* 1960年）
- 5月6日 - 佐藤静夫、文芸評論家（* 1919年）
- 5月6日 - 佐々木喜久治、元秋田県知事（* 1921年）
- 5月7日 - 上山利勝、元北海道幌延町長（* 1927年）
- 5月7日 - 水島裕、元新進党・自由民主党参議院議員（* 1933年）
- 5月8日 - 中村康隆、僧侶、元大正大学学長・全日本仏教会会長（* 1906年）
- 5月8日 - 伏見康治、物理学者、元参議院議員（* 1909年）
- 5月8日 - エディ・アーノルド（Eddy Arnold）、アメリカ合衆国のカントリー・ミュージック歌手（* 1918年）
- 5月8日 - 中拓夫、俳人（* 1930年）
- 5月8日 - 胡麻鶴壽、元競泳選手（* 1933年）
- 5月8日 - ルイジ・マレルバ（Luigi Malerba）、イタリアの作家（* 1927年）
- 5月8日 - フランソワ・ステルシェル、ベルギーのサッカー選手（* 1982年）
- 5月9日 - 松岡阜、彫刻家（* 1923年）
- 5月9日 - 岡隆宏、京都府立医科大学名誉教授（* 1935年）
- 5月9日 - ヌーラ・オフェイロン（Nuala O'Faolain）、アイルランドの作家・ジャーナリスト（* 1940年）
- 5月9日 - ロナルド・パリセ、アメリカ合衆国の宇宙飛行士（* 1951年）
- 5月9日 - シナン・ソフォーグル（Sinan Sofuoğlu）、トルコの二輪レーサー（* 1983年）
- 5月10日 - ポール・エーベルラン（Paul Haeberlin）、フランス料理のシェフ・ミシュランガイドで最も古い三ツ星レストラン経営者（* 1923年）
- 5月10日 - レイラ・ジェンチェル、トルコのソプラノ歌手（* 1924年）
- 5月10日 - 小達スエ、夏目雅子の母、夏目雅子ひまわり基金代表（* 1933年）
- 5月10日 - 五井輝、舞踏家（* 1945年）
- 5月10日 - 廖風徳（廖風德）、元台湾立法委員、候任中華民国内政部部長（* 1951年）
- 5月10日 - ジェシカ・ジェイコブス（Jessie Jacobs）、オーストラリアの女優・歌手（* 1990年）
- 5月11日 - 高橋清彦、浜寺水練学校師範（* 1919年）
- 5月11日 - 関弘子、女優（* 1929年）
- 5月11日 - 三上直也、俳優（* 1934年）
- 5月11日 - ジョイス・ランボー（Joyce Rambo）、アメリカ合衆国のゴスペルシンガー（* 1934年）
- 5月11日 - ジョン・ラトジー（John Rutsey）、カナダのドラマー、ラッシュ元メンバー（* 1953年）
- 5月12日 - イレーナ・センドラー、ユダヤ人児童を救ったポーランドの福祉活動家（* 1910年）
- 5月12日 - 今日泊亜蘭、SF作家（* 1910年）
- 5月12日 - オークレイ・ホール（Oakley Hall）、アメリカ合衆国の小説家（* 1920年）
- 5月12日 - 永野健、元日本経営者団体連盟会長（* 1923年）
- 5月12日 - ロバート・ラウシェンバーグ、アメリカ合衆国の芸術家（* 1925年）
- 5月12日 - ペニー・バナー（Penny Banner）、アメリカ合衆国の女子プロレスラー（* 1934年）
- 5月13日 - ベルナルディン・ガンティン（Bernardin Gantin）、ベナンの枢機卿（* 1922年）
- 5月13日 - 塚田茂、放送作家（* 1926年）
- 5月13日 - 植野修司、ロシア文学者、京都大学名誉教授（* 1926年）
- 5月13日 - サアド・アル＝アブドゥッラー・アッ＝サバーハ（Saad Al-Abdullah Al-Salim Al-Sabah）、クウェートの元アミール（首長）（* 1930年）
- 5月13日 - 能邨英士、真宗大谷派元宗務総長（* 1931年）
- 5月13日 - ジョン・フィリップ・ロー、アメリカ合衆国の俳優（* 1937年）
- 5月14日 - 角田文衞、歴史学者（* 1913年）
- 5月14日 - アーサー・バークス、アメリカ合衆国の数学者（* 1915年）
- 5月15日 - ウィリス・ラム、アメリカ合衆国の物理学者、ノーベル物理学賞受賞者（* 1913年）
- 5月15日 - ボブ・フローレンス（Bob Florence）、アメリカ合衆国のジャズピアニスト（* 1932年）
- 5月15日 - トミー・バーンズ（Tommy Burns）、スコットランドのサッカー選手（* 1956年）
- 5月15日 - ロバート・ダンロップ（Robert Dunlop）、北アイルランドの二輪レーサー（* 1960年）

## （16日 - 31日）
- 5月16日 - ロバート・モンダヴィ、カリフォルニア州のワイナリー経営者（* 1913年）
- 5月16日 - ウィルフリッド・メラーズ（Wilfrid Mellers）、イギリスの作曲家・音楽評論家（* 1914年）
- 5月16日 - 浜田知章、詩人（* 1920年）
- 5月16日 - ジミー・スライド（Jimmy Slyde）、アメリカ合衆国のタップダンサー（* 1927年）
- 5月16日 - サンディ・ハワード（Sandy Howard）、アメリカ合衆国の映画プロデューサー（* 1928年）
- 5月16日 - 青ノ里盛、元大相撲関脇・立田川親方（* 1935年）
- 5月16日 - 橋本壽正、日本中央競馬会栗東トレーニングセンター調教師（* 1950年）
- 5月16日 - 中井まれかつ、ゲームデザイナー・小説家（* 1971年）
- 5月17日 - 松田光弘、ファッションデザイナー（* 1934年）
- 5月18日 - ジョゼフ・ペヴニー（Joseph Pevney）、アメリカ合衆国の映画監督（* 1911年）
- 5月18日 - ロイド・ムーア（Lloyd Moore）、アメリカ合衆国のNASCARドライバー（* 1912年）
- 5月18日 - 丸居幹一、エアーニッポン元会長（* 1917年）
- 5月18日 - 中島真人、自由民主党元参議院議員（* 1935年）
- 5月18日 - 大谷和夫、ロックバンド『SHŌGUN』メンバー、キーボーディスト、作曲家、編曲家（* 1946年）
- 5月18日 - 田中千一、ランシステム代表取締役社長（* 1949年）
- 5月18日 - 張飛、プロボクサー（* 1985年）
- 5月19日 - 大橋勝、名古屋大学名誉教授（* 1934年）
- 5月20日 - ハーブ・ハッシュ（Herb Hash）、アメリカ合衆国の野球選手（* 1911年）
- 5月20日 - 米澤貞次郎、京都大学名誉教授、量子化学者（* 1923年）
- 5月20日 - 河村隆司、能楽師（* 1927年）
- 5月20日 - ハミルトン・ジョーダン（Hamilton Jordan）、アメリカ合衆国の政治家、元アメリカ合衆国大統領首席補佐官（* 1944年）
- 5月20日 - ジョシュア、ファッションモデル（*1982年）
- 5月21日 - 梶木又三、元自由民主党参議院議員、環境庁長官（* 1919年）
- 5月21日 - ジークムント・ニッセル（Siegmund Nissel）、イギリスのヴァイオリニスト（* 1922年）
- 5月21日 - 今泉敏郎、編曲家（* 1951年）
- 5月21日 - ミッシェル・メルドラム（Michelle Meldrum）、アメリカ合衆国のギタリスト（* 1968年）
- 5月21日 - 須野田誠、早稲田アカデミー元代表取締役社長（* 1953年）
- 5月22日 - ロバート・アスプリン、SF作家（* 1946年）
- 5月23日 - コーネル・キャパ、ハンガリー系アメリカ人の写真家、ロバート・キャパの弟（* 1918年）
- 5月23日 - 木庭教、プロ野球スカウト（* 1926年）
- 5月23日 - ユタ・フィリップス（Utah Phillips）、アメリカ合衆国のフォークシンガー（* 1935年）
- 5月24日 - ディック・マーティン、アメリカ合衆国のコメディアン（* 1922年）
- 5月24日 - ターノ・チマローザ（Tano Cimarosa）、イタリアの俳優（* 1922年）
- 5月24日 - 中山知子、児童文学者（* 1926年）
- 5月24日 - ジミー・マクグリフ（Jimmy McGriff）、アメリカ合衆国のジャズオルガン奏者（* 1936年）
- 5月24日 - ロブ・ノックス（Rob Knox）、イギリスの俳優（* 1990年）
- 5月25日 - ジョン・リチャード・シンプロット、アメリカ合衆国の冷凍ポテト会社創業者（* 1909年）
- 5月25日 - エルンスト・ストリンガー（Ernst Stuhlinger）、ドイツ生まれのロケット工学者（* 1913年）
- 5月25日 - 西野久子、洋画家（* 1914年）
- 5月25日 - 竹本伊達大夫、文楽師（* 1929年）
- 5月25日 - 小渕光平、群馬県吾妻郡中之条町元町長（* 1930年）
- 5月25日 - 矢田部道一、作詞家（* 1937年)
- 5月25日 - ジェレミー・ゴンザレス、ベネズエラ出身の元メジャーリーガー、読売ジャイアンツ投手（* 1975年）
- 5月25日 - 川田亜子、フリーアナウンサー、元TBSアナウンサー（* 1979年）
- 5月26日 - アール・ヘーゲン（Earle Hagen）、アメリカ合衆国の作曲家（* 1919年）
- 5月26日 - シドニー・ポラック、アメリカ合衆国の映画監督（* 1934年）
- 5月27日 - 宋存寿（宋存壽）、中華民国の映画監督 （* 1930年）
- 5月27日 - アブラム・ラセレマネ（Abram Raselemane）、南アフリカ共和国のサッカー選手（* 1978年）
- 5月28日 - 岡田節子、洋画家 （* 1918年）
- 5月28日 - 青鹿明司、常陽銀行元会長 （* 1920年）
- 5月28日 - ベリル・クック（Beryl Cook）、イギリスの画家（* 1926年）
- 5月28日 - スベン・デビッドソン、スウェーデンのテニス選手（* 1928年）
- 5月28日 - ダイアン・オデル（Dianne Odell）、アメリカ合衆国の作家、急性灰白髄炎患者（* 1947年）
- 5月29日 - ハーヴェイ・コーマン、アメリカ合衆国のコメディアン・俳優（* 1927年）
- 5月29日 - 安西徹雄、イギリス文学者・演出家、上智大学名誉教授（* 1933年）
- 5月29日 - ポーラ・ガン・アレン（Paula Gunn Allen）、ネイティブ・アメリカンの詩人（* 1939年）
- 5月30日 - ボリス・シャハリン、ソビエト連邦の体操選手（* 1932年）
- 5月30日 - 髙橋左近、演出家（* 1934年）
- 5月30日 - 内田勝、元週刊少年マガジン編集長、アニマックス顧問（* 1935年）
- 5月31日 - ウガンダ・トラ、タレント・ドラマー、元ビジーフォー（* 1952年）